# قود
قود هو فيلم من نوع دراما أُصدر في 2008. الفيلم من إخراج ، أما السيناريو فكان من كتابة C. P. Taylor ‏. الفيلم مقتبسٌ من قود ‏ من تأليف C. P. Taylor ‏.

## القصة
تقع أحداث الفيلم في ألمانيا. وقصة الفيلم الرئيسية حول الحرب العالمية الثانية وألمانيا النازية.

## طاقم التمثيل
- ستيفن ماكينتوش
- ستيفن إلدر ‏
- فيجو مورتينسين
- جايسون إسحاق
- جيما جونز
- أناستازيا هيل
- كيفن دويل
- مارك سترونج
- جودي ويتاكر
- ادريان ستشيلر [الإنجليزية]‏
- غاي هنري
- Rick Warden [الإنجليزية]‏

## الإنتاج
موسيقى الفيلم التصويرية كانت من تأليف سيمون لاسي.

## الاستقبال
تلقى الفيلم استقبالاً سيئاً من قبل النقاد، وكان عرضه محدوداً.على موقع روتن توميتوز، حصل الفيلم على تقييم 33% بناءً على 72 مراجعة. يقول إجماع الموقع ”على الرغم من طموحه، إلا أن فيلم قود تعثر في الانتقال من المسرح إلى الشاشة، وأداء مورتينسين ليس كافيًا لتغطية عيوبه“.

## وصلات خارجية
- قود على موقع IMDb (الإنجليزية)
- قود على موقع ميتاكريتيك (الإنجليزية)
- قود على موقع روتن توميتوز (الإنجليزية)
- قود على موقع نتفليكس (الإنجليزية)
- قود على موقع ألو سيني (الفرنسية)
- قود على موقع Turner Classic Movies (الإنجليزية)
- قود على موقع أول موفي (الإنجليزية)
- قود على موقع بوكس أوفيس موجو (الإنجليزية)
- قود على موقع فيلمافينيتي (الإسبانية)
- قود على موقع قاعدة بيانات الفيلم (الإنجليزية)